# Томошевский, Юрий Валентинович
Ю́рий Валенти́нович Томоше́вский (11 августа 1956, Пятигорск — 5 мая 2018, Германия) — советский и российский актёр и театральный режиссёр. Заслуженный деятель искусств Российской Федерации.
Всего Томошевский в качестве режиссёра поставил более 20 спектаклей. Среди наиболее значительных работ — спектакль «Старуха», удостоенный приза «Золотая Мельпомена». Был режиссёром фильмов «Кинфия» и «Владимир Святой», в 1998 году в качестве актёра снялся в фильме «Горько!».

## Биография
Родился 11 августа 1956 года в Пятигорске. В 1978 году окончил актёрский факультет Государственного института театрального искусства им. Луначарского в Москве. Учился на одном курсе с будущими народными артистами РФ Виктором Сухоруковым, Татьяной Догилевой и Юрием Стояновым.
С 1978 по 1993 год служил актёром Большого драматического театра им. Горького в Ленинграде. В 1987 году при поддержке Г. А. Товстоногова открыл в подвальном помещении в центре Ленинграда театр-студию «Приют комедианта», воплотив идею «театра одного актёра». Первой постановкой нового театра был поэтическо-музыкальное представление Томошевского «Блистательный Санкт-Петербург» на стихи поэтов Серебряного века, в дальнейшем ставший лауреатом нескольких театральных фестивалей. Один из зрителей, увидевший спектакль много позже, описывал его так: «Не происходило ничего. На сцене стоял актёр и читал стихи, легко и вдохновенно, в глубине сцены звучало фортепиано. Но виделись образы, трепетало сердце». Вскоре он начал ставить спектакли с несколькими актёрами, таким образом у «Приюта комедианта» появилась постоянная труппа. Театр участвовал в различных фестивалях, в частности, стал четырежды лауреатом фестиваля моноспектаклей в Перми (1989—1992) и много гастролировал как в России, так и за рубежом. В 1992 году «подвальчик» Томошевского обрёл статус государственного театра, а в 1998 году переехал в собственное здание. В 2000 году Томошевский покинул театр, избравший иной, «коммерческий» вектор развития.

В середине 1990-х годов вёл актёрский курс в Академии театрального искусства, поставив со студентами несколько спектаклей в «Приюте комедианта». В 1998 году снялся в комедии Юрия Мамина «Горько!». До момента смерти являлся главным режиссёром Санкт-Петербургской государственной филармонии для детей и юношества, ставил спектакли на различных театральных площадках города, выступал в арт-подвале «Бродячая собака» с сольными поэтическими вечерами. 
 …Работы Юрия Томошевского <…> завораживали изяществом, лёгкостью и виртуозностью владения речью, пластикой, музыкальным ритмом, удивляли тонкой и точной передачей аромата ушедших веков.
Скончался 5 мая 2018 года в Германии в результате несчастного случая. Похороны прошли 4 июня в Санкт-Петербурге на Волковском кладбище.

## Награды
Лауреат премии «Люди нашего города» в номинации «Режиссёр года» (1999), лауреат Царскосельской художественной премии (2001).

## Семья
Есть младший брат — Виталий.
У Юрия четверо детей:
Сын Егор, актёр театра и кино и три дочери Александра, Мария и Серафима. Младшая — Серафима — окончила ВГИК им. Герасимова по специальности «режиссёр игрового кино».

## Работа в театре
- 1989 — «Блистательный Санкт-Петербург» (поэзия Игоря Северянина, Саши Чёрного, Николая Агнивцева)
- 1989 — «Старуха» (Даниил Хармс), приз «Золотая Мельпомена»
- 1989 — «Всю жизнь как свинья!» (по произведениям Михаила Зощенко, Аркадия Аверченко, Даниила Хармса)
- 1989 — «Залай, „Бродячая собака“!» (по произведениям Владислава Ходасевича, Максимилиана Волошина, Владимира Маяковского, Тэффи)
- 1990 — «Ёлка у Ивановых» (Александр Введенский)
- 1992 — «Медея» (Жан Ануй)
- 1993 — «Праздничный сон до обеда» (Александр Островский)
- 1994 — «Покинутая» (М. Морей)
- 1994 — «Владимирская площадь» (Людмила Разумовская)
- 1994 — «Контракт» (Славомир Мрожек)
- 1996 — «Повесть о лисе» (Елена Шварц)
- 1997 — «Отравленная туника» (Николай Гумилёв)
- 1997 — «Антигона» (Жан Ануй)
- 1997 — «Санта Крус» (Макс Фриш)
- 1997 — «Святочный рассказ с привидениями» (Чарльз Диккенс)
- 1998 — «Доходное место» (Александр Островский)
- 1998 — «Флейтист» (И. Грюнвальдт)
- 1999 — «Жил-был я…» (поэзия Александра Блока, Иосифа Бродского, Николая Рубцова, Геннадия Шпаликова)
- 2000 — «Гедда Габлер» (Генрик Ибсен)
- 2004 — «Эвридика» (Жан Ануй)
- 2005 — «Ревизор» (Николай Гоголь)
- 2006 — «Экстренная связь с машинистом» (Катерина Файн)

## Фильмография
Актёр
- 1983 — Торпедоносцы (в окончательный вариант полная роль не вошла)
- 1984 — Каждый десятый — пленный
- 1991 — Шкура — Тележурналист
- 1993 — Смех без причины (Фильм-Спектакль) — Николай, артист
- 1993 — Всероссийское горе (Фильм-Спектакль) — главная роль
- 1994 — Любовь, предвестие печали… — Николай, артист
- 1998 — Горько! — служитель Гименея
- 2002 — Ниро Вульф и Арчи Гудвин. Дело в Шляпе — Ник Морли (психоаналитик)
- 2002 — Не делайте бисквиты в плохом настроении — Посетитель бара
- 2007 — Менты 8 — Семён Ильич Журкин, муж убитой (1серия)
- 2010 — Лиговка — лектор-авангардист
- 2013 — Шерлок Холмс — Генри Бейкер
- 2017 — Улицы разбитых фонарей— 16 сезон. Эпизод в 10 серии.

Режиссёр
- 1993 — Кинфия (короткометражный)
- 1993 — Владимир Святой